# Kersec község
Kersec község (románul: Comuna Cârjiți) község Hunyad megyében, Romániában. Központja Kersec, beosztott falvai Kerges, Kozolya, Popesd, Szárazalmás.

## Népessége
A 2011-es népszámlálás adatai alapján a község népessége 681 fő volt.